# Ein Leben lang (1940)
Ein Leben lang ist ein deutsches Filmmelodram aus dem Jahre 1940 von Gustav Ucicky mit Paula Wessely und Joachim Gottschalk in den Hauptrollen.

## Handlung
Österreich-Ungarn im Jahr 1910. Die Ennstaler Wirtstochter Agnes Seethaler stammt aus einfachsten Verhältnissen. Als sie eines Tages den deutschen Diplomaten Hans von Gallas kennen lernt, ist es um die beiden jungen Leute geschehen: Eine kurze Affäre der beiden hat jedoch keine Zukunft, denn Hans wird alsbald abberufen, weil ihn sein Land an die Botschaft nach Peking versetzt. Dort lernt der gutaussehende Botschaftsangestellte eine Amerikanerin kennen, die er schließlich heiratet. Aus dieser Verbindung geht ein gemeinsamer Sohn mit Namen Paul hervor. Auch die Affäre mit Agnes ist nicht folgenlos geblieben, denn sie ist ebenfalls von Hans schwanger geworden. Die junge Mutter ist nach Wien gegangen, wo sie für sich und den Jungen Hansl, genannt nach seinem Erzeuger, ein Auskommen als Bedienstete in einer Wirtschaft gefunden hat. Nach zwei langen Jahren, kurz vor Ausbruch des Ersten Weltkriegs, sehen sich Agnes und Hans wieder. Das Feuer zwischen den beiden glüht noch immer, und Agnes weiß nach einer gemeinsamen Urlaubswoche in Ungarn, dass Hans stets ihr Traummann bleiben wird. Dessen Ehe mit der Amerikanerin ist unglücklich, doch wegen beider Sohn Paul mag er sich nicht scheiden lassen. Unter diesen Umständen hält es Agnes für besser, Hans nichts von ihrem und seinem Sohn Hansl zu erzählen. Dann muss Hans wieder gehen, denn er hat eine neue Mission, die ihn in die Vereinigten Staaten führen soll. Man verspricht einander regelmäßig zu schreiben. Als Hans längere Zeit keinen Brief von Agnes mehr erhält, macht er sich ernsthaft Sorgen. Zurecht, denn Agnes wurde von einer Tram angefahren und lag im Krankenhaus eine Zeitlang im Koma. Nun, wo sie wieder genesen ist, schreibt sie Hans nichts darüber, um diesen nicht zu beunruhigen.
August 1914, der Krieg in Europa hat begonnen. Hans hat sich von seiner Frau getrennt und will sich auf dem Seeweg heim nach Deutschland begeben. Auf einem Zwischenstopp auf den Bermudas müssen sie das Schiff verlassen, denn sowohl Vater als auch Sohn Paul sind an dem hoch hochinfektiösen Gelbfieber erkrankt. Nun hört Agnes wiederum nichts mehr von ihrem geliebten Hans. Zwar teilt man ihr mit, dass er vermutlich nicht mehr leben werde, doch eine innere Stimme sagt Agnes, dass dies nicht stimmen kann. Erst nach Kriegsende kommt es zur Wiederbegegnung der beiden. Agnes führt in der Zwischenzeit in Wien ein eigenes Restaurant. Eines Tages sieht sie in einem Gartenlokal einen Mann, der im Rollstuhl sitzt: Es ist Hans, der auf sie seelisch vollkommen gebrochen wirkt. Der einstige Diplomat hat seinen Sohn Paul infolge der Gelbfieber-Erkrankung verloren, die bei ihm als Spätfolge eine Körperlähmung ausgelöst hat. Hans lebt schon eine Weile in Wien, hatte aber den Kontakt zu Agnes nicht mehr aufgenommen, weil er nicht wollte, dass sie ihn in diesem jammervollen Zustand sieht. Doch er irrt sich bezüglich Agnes: Ihre Liebe hielt zu ihm ein Leben lang, wie der Filmtitel verrät, egal, wie sein Befinden sein möge. Nun erzählt Agnes ihm, dass er einen mittlerweile elfjährigen Sohn hat. Angesichts dieser freudigen Nachricht und der nie versiegenden Gefühle von Agnes ihm gegenüber, blüht auch Hans endlich auf. Er lernt wieder laufen und weiß, dass es nun für ihn wieder eine Lebensperspektive gibt.

## Produktionsnotizen
Die Dreharbeiten zu Ein Leben lang begannen mit den Studioaufnahmen in den Wiener Rosenhügel-Ateliers am 10. April 1940. Die Außenaufnahmen entstanden zwischen Mitte Juni bis Anfang Juli 1940 in Admont (Steiermark) und in der Umgebung von Wien. Der Film wurde am 9. Oktober 1940 in Wien uraufgeführt. Zwei Tage darauf erfolgte die Berliner Premiere.
Die Produktionskosten beliefen sich auf etwa 1.252.000 RM, die Einnahmen betrugen bis Januar 1942 3.802.000 RM. Damit war Ein Leben lang ein gewaltiger Kassenerfolg. Der Film erhielt das staatliche Prädikat „künstlerisch wertvoll“.
Erich von Neusser übernahm auch die Herstellungsleitung, Ernst Garden die Produktionsleitung, Josef A. Vesely die Aufnahmeleitung. Werner Schlichting und Kurt Herlth gestalteten die Filmbauten. Alfred Kunz zeichnete für die Kostüme verantwortlich. Alfred Norkus sorgte für den Ton. Es spielen die Wiener Philharmoniker.
Ein Musiktitel wurde gespielt: Geh Vogerl, flieg über Berg und Tal.

## Rezeption und Kritiken
„Ucicky, Menzel, Wessely, ein ganz großer Wurf der Wienfilm. Ergreifend und ans Herz rührend. Welche Filme wir doch jetzt herausbringen! Einer immer schöner als der andere.“

Im Lexikon des Internationalen Films heißt es: „Gefühlsbeladenes Drama: Eine Apologie auf die große und bedingungslose Liebe, die dank Paula Wesselys Darstellung erträglich bleibt.“
In film.at heißt es: „Die Geschichte von der allein erziehenden Mutter, die jahrelang auf die Rückkehr ihres Vaters wartet, ist ganz auf den Star Paula Wessely zugeschnitten.“

„Eine Frau muß treu und geduldig auf ihren Mann warten, das war die einfache Lehre dieses Streifens.“